# 岩湖天文台

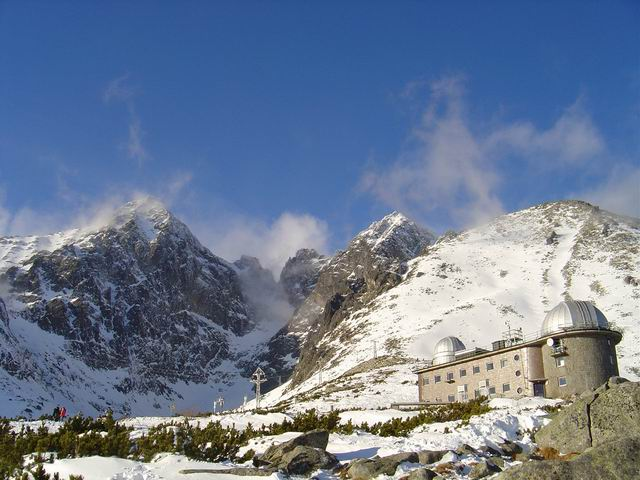
Skalnaté Pleso Observatory

岩湖天文台是一個斯洛伐克塔特拉山地区的天文台，同時也是氣象站，靠近Tatranská Lomnica，海拔2,000米以上，國際天文聯會（IAU）編號為056。該台的建立者是在斯洛伐克任職的捷克天文學家安東寧·貝奇瓦爾。
小行星2619以岩湖天文台命名。